# Medetera gaspensis
Medetera gaspensis är en tvåvingeart som beskrevs av Daniel J. Bickel 1985. Medetera gaspensis ingår i släktet Medetera och familjen styltflugor.
Artens utbredningsområde är Québec. Inga underarter finns listade i Catalogue of Life.